# Domenico Starnone
Domenico Starnone, né le 15 février 1943 à Saviano, près de Naples, en Campanie, est un écrivain, journaliste et scénariste italien contemporain. Il vit et travaille à Rome. Il a écrit plusieurs livres satiriques sur le monde de l'éducation, qu'il connait particulièrement, puisqu'il fut enseignant. Il tient la rubrique Parole de l'hebdomadaire Internazionale.
Selon plusieurs études linguistiques et littéraires, il serait l'auteur des ouvrages signés par Elena Ferrante ,.

## Biographie
Après avoir été enseignant à Colleferro, près de Rome, Domenico Starnone s'intéresse au journalisme et est nommé rédacteur des pages culturelles du journal Il Manifesto, puis tient la chronique satirique de diverses publications. 
Il publie son premier roman en 1987. Avec Via Gemito, paru chez Feltrinelli en 2000 (édition française, chez Fayard), il obtient le prix Strega et le prix Napoli en 2001. Actes Sud avait déjà publié Rage de dents en 1996, un roman paru sous le titre Denti en 1994 et adapté au cinéma en 2000 sous le même titre par Gabriele Salvatores.
Même si sa notoriété littéraire prend son envol au début des années 2000, Domenico Starnone continue de travailler régulièrement comme journaliste pour L'Unità, La Repubblica et pour le quotidien milanais Corriere della Sera.
En 1997, il amorce en parallèle une carrière de scénariste pour le cinéma et la télévision.

## Œuvre
- Ex cattedra (1987)
- Il salto con le aste (1989)
- Segni d'oro (1990)
- Fuori registro (1991)
- Sottobanco (1992)
- Eccesso di zelo (1993)
- Denti (1994) Rage de dents, traduit par Marguerite Pozzoli, Arles, Éditions Actes Sud, coll. « Cactus », 1996  (ISBN 2-7427-0826-X)
- Solo se interrogato. Appunti sulla maleducazione di un insegnante volenteroso (1995)
- La Retta via. Otto storie di obiettivi mancati (1997)
- Via Gemito (2000) Via Gemito, traduit par Alain Sarrabayrouse, Paris, Fayard, 2004  (ISBN 2-213-61794-5)
- La collega Passamaglia (2001)
- Alice allo Strega (2002)
- Labiltà (2005)
- Ex cattedra e altre storie di scuola (2006)
- Prima esecuzione (2007)
- Spavento (2009)
- Fare scene. Una storia di cinema (2010)
- Autobiografia erotica di Aristide Gambía (2011)
- Lacci (2014)[3],[4] Les Liens, traduit par Dominique Vittoz, Paris, Fayard, 2019  (ISBN 978-2-213-70567-5)
- Scherzetto (2016)[5] La Farce, traduit par Dominique Vittoz, Paris Fayard, 2021  (ISBN 978-2-213-70578-1)
- Le false resurrezioni (2018)
- Confidenza (2019)[6],[7]